# La Crónica Meridional
La Crónica Meridional fue un periódico español editado en la ciudad de Almería entre 1860 y 1937.

## Historia
El diario fue fundado a comienzos de 1860 por el periodista Francisco Rueda López, que sería propietario y director del mismo hasta su fallecimiento en 1903. El diario, que se configuró como una publicación con un contenido más informativo que de opinión, acabaría convirtiéndose en el principal periódico de Almería. En la década de 1880 el ultraconservador Diario de Almería mantuvo una fuerte rivalidad con La Crónica Meridional, aunque nunca llegaría a superarlo.
Con el cambio de siglo el diario adoptó un nuevo formato: aumentó el número de páginas, estableciendo además un servicio de corresponsales provinciales. Durante el periodo de la Segunda República mantuvo una línea editorial independiente. Dada su larga historia, en su época llegó a ser considerado el diario decano de la prensa almeriense. Tras el estallido de la Guerra civil, el 28 de julio de 1936 pasó a ser gestionado por un comité de trabajadores, con José María González de la Torre como director. El diario continuaría editándose hasta su desaparición a comienzos de 1937.